# Fusigobius maximus
Fusigobius maximus är en fiskart som först beskrevs av Randall 2001.  Fusigobius maximus ingår i släktet Fusigobius och familjen smörbultsfiskar. Inga underarter finns listade i Catalogue of Life.